# اچ‌ام‌اس لئوپارد (۱۶۵۹)
اچ‌ام‌اس لئوپارد (۱۶۵۹) (به انگلیسی: HMS Leopard (1659)) یک کشتی بود که طول آن ۱۰۹ فوت (۳۳٫۲ متر) بود.